# Грешка у апроксимацији
Грешка у апроксимацији у неким подацима је разлика између тачне вредности и неке приближне вредности. Грешка апроксимације може се догодити зато што:
1. мерење података није прецизно због инструмената. (нпр., тачно читање папира је 4,5 cm, али пошто се не користе децимале, заокружите га на 5 cm.
2. апроксимације се користе уместо реалних података (нпр., 3.14 уместо π).

У математичком пољу нумеричке анализе, нумеричка стабилност алгоритма показује како се грешка пропагира путем алгоритма.

## Формална дефиниција
Апсолутна грешка и релативна грешка се често разликују.
С обзиром на вредност V и његову апроксимацију {\displaystyle V_{approx}}, апсолутна грешка је
{\displaystyle \epsilon =|v-v_{\text{approx}}|\ ,}
где вертикалне шипке означавају апсолутну вредност. Ако је {\displaystyle V\neq 0}, релативна грешка је
{\displaystyle \eta ={\frac {\epsilon }{|v|}}=\left|{\frac {v-v_{\text{approx}}}{v}}\right|=\left|1-{\frac {v_{\text{approx}}}{v}}\right|,}
и процентна грешка је
{\displaystyle {\displaystyle \delta =100\%\times \eta =100\%\times {\frac {\epsilon }{|v|}}=100\%\times \left|{\frac {v-v_{\text{approx}}}{v}}\right|.}}
Према речима, апсолутна грешка је величина разлике између тачне вредности и апроксимације. Релативна грешка је апсолутна грешка подељена са величином тачне вредности. Грешка процента је релативна грешка изражена у смислу од 100.

### Генерализација
Ове дефиниције се могу проширити на случај када су V и {\displaystyle V_{approx}} приближни н-димензионални вектори, заменом апсолутне вредности са н-нормом.</ref>

## Примери
Као пример, ако је тачна вредност 50 и апроксимација је 49,9, онда је апсолутна грешка 0,1, а релативна грешка је 0,1 / 50 = 0,002 = 0,2%. Још један пример би био да, ако је мерење 6 mL чаше, прочитана вредност била је 5 mL. Тачно читање је 6 mL, то значи да је грешка процената у тој конкретној ситуацији заокружена, 16,7%.

## Употреба релативне грешке
Релативна грешка се често користи за упоређивање апроксимација бројева широко различитих величина; на пример, апроксимирање броја 1000 са апсолутном грешком од 3 је, у већини апликација, пуно гора од апроксимације броја 1.000.000 са апсолутном грешком од 3; у првом случају релативна грешка је 0,003, а у другом је само 0.000003.
Постоје две карактеристике релативне грешке које треба имати у виду. Прво, релативна грешка је недефинирана када је права вредност нула, како се појављује у именитељу (види доле). Друго, релативна грешка има смисла само када се мери на меру односа (тј. Скали која има истинску смислену нулу), иначе би било осетљиво на мерне јединице. На пример, када је апсолутна грешка при мерењу температуре датој у скали Целзијуса 1 °C, а стварна вредност је 2 °C, релативна грешка је 0,5, а процентуална грешка је 50%. За исти случај, када је температура дата у Келвиновој скали, иста апсолутна грешка од 1 К са истом истинском вредношћу од 275,15 К даје релативну грешку 3,63 × 10-3 и процентуалну грешку од само 0,363%. Температура Целзијуса се мери на интервалној скали, док Келвинова скала има истиниту нулу, а тако је и размера.

## Инструменти
У већини показатељских инструмената, тачност се гарантује одређеним процентом читања у пуној величини. Ограничења ових одступања од наведених вредности познате су као ограничавајуће грешке или гарантне грешке.